# Arzana
Arzana é uma comuna italiana da região da Sardenha, província de Nuoro, com cerca de 2.583 habitantes. Estende-se por uma área de 162 km², tendo uma densidade populacional de 16 hab/km². Faz fronteira com Aritzo, Desulo, Elini, Gairo, Ilbono, Jerzu, Lanusei, Seui, Seulo, Tortolì, Villagrande Strisaili, Villaputzu (CA).

## Demografia
| Variação demográfica do município entre 1861 e 2011                               |
|                                                                                   |
| Fonte: Istituto Nazionale di Statistica (ISTAT) - Elaboração gráfica da Wikipedia |